# Цеполові

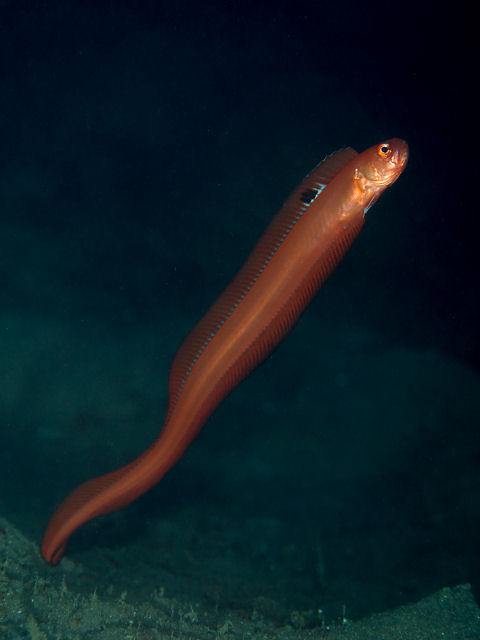
Acanthocepola limbata

Цеполові (Cepolidae) — родина окунеподібних риб. Включає 44 види у 3 родах.

## Опис
Вони мають дуже довге тіло, що поступово звужується у напрямку до заднього кінця і сильно стиснуте з боків. Луска дуже дрібна. Довгі спинний і анальний плавці, позбавлені колючих променів, зливаються з хвостовим. Всі цеполові мають яскраве забарвлення, в якому переважають ті чи інші відтінки червоного кольору.

## Поширення
Родина поширена в Індійському, Тихому та на сході Атлантичного океанів, у Середземному морі.

## Види
- Родина Цеполові (Cepolidae)
  - Рід Acanthocepola
    - Acanthocepola abbreviata (Valenciennes, 1835)
    - Acanthocepola indica (Day, 1888)
    - Acanthocepola krusensternii (Temminck & Schlegel, 1845)
    - Acanthocepola limbata (Valenciennes, 1835)

  - Рід Cepola
    - Cepola australis Ogilby, 1899
    - Cepola haastii (Hector, 1881)
    - Cepola macrophthalma (Linnaeus, 1758)
    - Cepola pauciradiata Cadenat, 1950
    - Cepola schlegelii Bleeker, 1854

  - Рід Owstonia[2]
    - Owstonia ainonaka Smith-Vaniz & Johnson, 2016
    - Owstonia contodon Smith-Vaniz & Johnson, 2016
    - Owstonia crassa Smith-Vaniz & Johnson, 2016
    - Owstonia dispar Smith-Vaniz & Johnson, 2016
    - Owstonia dorypterus (Fowler, 1934)
    - Owstonia elongata Smith-Vaniz & Johnson, 2016
    - Owstonia fallax Smith-Vaniz & Johnson, 2016
    - Owstonia geminata Smith-Vaniz & Johnson, 2016
    - Owstonia grammodon (Fowler}}, 1934)
    - Owstonia hastata Smith-Vaniz & Johnson, 2016
    - Owstonia hawaiiensis Smith-Vaniz & Johnson, 2016
    - Owstonia ignota Smith-Vaniz & Johnson, 2016
    - Owstonia kamoharai Endo, Liao & Matsuura, 2015
    - Owstonia lepiota Smith-Vaniz & Johnson, 2016
    - Owstonia maccullochi Whitley, 1934
    - Owstonia macrophthalmus (Fourmanoir, 1985)
    - Owstonia melanoptera Smith-Vaniz & Johnson, 2016
    - Owstonia merensis Smith-Vaniz & Johnson, 2016
    - Owstonia mundyi Smith-Vaniz & Johnson, 2016
    - Owstonia nalani Smith-Vaniz & Johnson, 2016
    - Owstonia nigromarginatus (Fourmanoir, 1985)
    - Owstonia nudibucca Smith-Vaniz & Johnson, 2016
    - Owstonia pectinifer (Myers, 1939)
    - Owstonia psilos Smith-Vaniz & Johnson, 2016
    - Owstonia raredonae Smith-Vaniz & Johnson, 2016
    - Owstonia rhamma Smith-Vaniz & Johnson, 2016
    - Owstonia sarmiento Liao, Reyes & Shao, 2009
    - Owstonia scottensis Smith-Vaniz & Johnson, 2016
    - Owstonia sibogae (Weber, 1913)
    - Owstonia similis Smith-Vaniz & Johnson, 2016
    - Owstonia simoterus (Smith, 1968)
    - Owstonia taeniosoma (Kamohara, 1935)
    - Owstonia tosaensis Kamohara, 1934
    - Owstonia totomiensis Tanaka, 1908
    - Owstonia weberi (Gilchrist, 1922)